# Asparagin
Asparagin (förkortas Asn eller N), amidobärnstensyreaminsyra, är en kemisk förening med formeln C2H3(NH2)(CONH2)COOH, summaformel C4H8N2O3, som används vid biosyntes av proteiner.
Ämnet är en av de 20 aminosyrorna som är byggstenar i proteiner. Ämnet tillhör gruppen hydrofila, polära aminosyror. Asparagin är monoamiden av asparaginsyra. I den genetiska koden kodas asparagin av två kodon: AAU och AAC.

## Historik
Asparagin isolerades först 1806 i kristallin form av franska kemister Louis Nicolas Vauquelin och Pierre Jean Robiquet (då en ung assistent). Det isolerades från sparrisjuice, där det är rikligt förekommande, därav det valda namnet. Det var den första aminosyran som isolerades.
Tre år senare, 1809, identifierade Pierre Jean Robiquet ett ämne från lakritsrot med egenskaper som han kvalificerade som mycket lika asparagin, och som Plisson 1828 identifierade som rent asparagin.
Bestämningen av asparagins struktur krävde årtionden av forskning. Den empiriska formeln för asparagin bestämdes först 1833 av de franska kemisterna Antoine François Boutron Charlard och Théophile-Jules Pelouze och samma år gav den tyska kemisten Justus Liebig en mer exakt formel. År 1846 behandlade den italienska kemisten Raffaele Piria asparagin med salpetersyra, vilket tog bort molekylens amingrupper (–NH2) och omvandlade asparagin till äppelsyra. Detta avslöjade molekylens grundläggande struktur som en kedja av fyra kolatomer. Piria trodde att asparagin var en diamid av äppelsyra, men 1862 visade den tyska kemisten Hermann Kolbe att detta antagande var fel. Istället drog Kolbe slutsatsen att asparagin var en amid av en amin av bärnstenssyra.
År 1886 upptäckte den italienska kemisten Arnaldo Piutti (1857–1928) en spegelbild eller "enantiomer" av den naturliga formen av asparagin, som delade många av asparaginens egenskaper, men som också skilde sig från den. Eftersom strukturen av asparagin fortfarande inte var helt känd - platsen för amingruppen i molekylen var fortfarande inte avgjord - syntetiserade Piutti asparagin och publicerade därmed 1888 dess sanna struktur.

## Strukturell funktion i proteiner
Eftersom asparaginens sidokedja kan bilda vätebindningsinteraktioner med peptidens ryggrad, finns asparaginrester ofta nära början av alfahelixer som asxvändningar och asxteman, och i liknande vändteman, eller som amidringar, i betaplattor. Dess roll kan ses som att "täcka" vätebindningsinteraktionerna som annars skulle uppfyllas av polypeptidstommen.
Asparagin ger också nyckelplatser för N-länkad glykosylering, modifiering av proteinkedjan med tillsats av kolhydratkedjor. Vanligtvis kan ett kolhydratträd enbart tillsättas till en asparaginrest om den senare flankeras på C-sidan av X-serin eller X-treonin, där X är vilken aminosyra som helst med undantag för prolin.
Asparagin kan hydroxyleras i HIF1 hypoxiinducerbar transkriptionsfaktor. Denna modifiering hämmar HIF1-medierad genaktivering.

### Kostkällor
Asparagin är inte nödvändigt för människor, vilket innebär att det kan syntetiseras från centrala metaboliska mellanprodukter och krävs inte i kosten.
Asparagin finns i:
- Animaliska källor: mejeri, vassle, nötkött, fjäderfä, ägg, fisk, laktalbumin, skaldjur
- Växtkällor: sparris, potatis, baljväxter, nötter, frön, soja, fullkorn

### Biosyntes och katabolism
Föregångaren till asparagin är oxaloacetat, som ett transaminasenzym omvandlar till aspartat. Enzymet överför aminogruppen från glutamat till oxaloacetat som producerar α-ketoglutarat och aspartat. Enzymet asparaginsyntetas producerar asparagin, AMP, glutamat och pyrofosfat från aspartat, glutamin och ATP. Asparaginsyntetas använder ATP för att aktivera aspartat och bildar β-aspartyl-AMP. Glutamin donerar en ammoniumgrupp som reagerar med β-aspartyl-AMP för att bilda asparagin och fri AMP.

Biosyntes av asparagin från oxaloacetat

Som reaktion som är motsatsen till dess biosyntes hydrolyseras asparagin till aspartat av asparaginas. Aspartat genomgår sedan transaminering för att bilda glutamat och oxaloacetat från alfa-ketoglutarat. Oxaloacetat, som går in i citronsyracykeln (Krebs-cykeln).

### Akrylamidkontrovers
Uppvärmning av en blandning av asparagin och reducerande sockerarter eller annan källa till karbonyler producerar akrylamid i livsmedel. Dessa produkter förekommer i bakverk som pommes frites, potatischips och rostat bröd. Akrylamid omvandlas i levern till glycidamid, vilket är ett möjligt cancerframkallande ämne.

## Funktion
Asparagin krävs för hjärnans utveckling och funktion. Tillgängligheten av asparagin är också viktigt för proteinsyntesen under replikation av poxvirus.
Tillsatsen av N-acetylglukosamin till asparagin utförs av oligosackaryltransferasenzymer i endoplasmatiska nätverket. Denna glykosylering är viktig både för proteinstruktur och proteinfunktion.